# Wald-Schneckling
Hain- oder Wald-Schneckling (Hygrophorus nemoreus) ist eine seltene Pilzart aus der Familie der Schnecklingsverwandten (Hygrophoraceae).

## Merkmale
Der Hut erreicht Durchmesser von 4 bis 12 Zentimeter, ist jung halbkugelig geformt und breitet sich bald zu einer flachen bis niedergedrückten Form mit oft einem leichten Buckel aus und ist blass orangebräunlich bis gelblich-ziegelrötlich und am Rand heller gefärbt. Der Hutrand ist eingerollt und reißt später ein.
Die blass cremefarbenen, wachsartig beschaffenen Lamellen stehen entfernt, sind am Stiel breit bis kurz herablaufend angewachsen und haben glatte Schneiden. Die Sporen erscheinen in Massen betrachtet weiß und messen 5 bis 8 auf 3,5 bis 5 Mikrometer.
Der Stiel wird 4 bis 8 Zentimeter lang und bis zu 1,5 Zentimeter stark, ist zur verjüngt Basis und sonst zylindrisch geformt und hat eine durchgängig flockig-faserige Oberfläche.
Das Fleisch ist hell und nahe der Huthaut leicht in deren Farbe, riecht schwach nach Mehl und schmeckt mild.

## Artabgrenzung
Er kann mit anderen Schnecklingen wie dem Isabellrötlichen, dem Orange- oder dem Goldzahn-Schneckling oder eventuell auch dem (vereinzelt tödlich) giftigen Riesen-Rötling verwechselt werden. Der Orange-Schneckling wächst an anderen Standorten und einen charakteristischen, anderen Geruch. Der Goldzahn-Schneckling hat leuchtend goldgelbe Flocken an Hutrand und nahe der Stielbasis. Der ebenfalls ähnliche Orangefarbene Wiesen-Ellerling hat einen glatten Stiel und wächst nicht im Wald.

## Verbreitung und Ökologie
Er wächst meist einzeln und seltener in Gruppen auf Kalkböden in Mykorrhiza-Symbiose mit Laubbäumen wie besonders Eichen und Edelkastanien. Er kommt in Europa und Nordamerika vor und fruktifiziert von September bis Oktober.

## Verwendung
Er ist essbar und von mildem Geschmack und wird so als Speisepilz geschätzt, sollte jedoch eventuell aufgrund seiner Seltenheit geschont werden.

## Systematik und Taxonomie
Die Art wurde 1828 von Wilhelm Gottfried Lasch als Agaricus nemoreus beschrieben. 1838 nahm Elias Magnus Fries in seinem Werk Epicrisis Systematis Mycologici darauf Bezug und ordnete sie nunmehr der von ihm aufgrund mikroskopischer Merkmale aus der Gesamtheit der Blätterpilze (Agaricus) abgetrennten Gattung der Schnecklinge zu.
Die Art wurde auch bereits der Gattung der Ellerlinge (Camarophyllus) zugeordnet ([Fries 1838] P. Kummer 1871) oder sogar als Unterart des Orangefarbenen Wiesen-Ellerlings gesehen ([Fries 1838] Quélet 1883).
Das Art-Epitheton „nemoreus“ deutet wie die deutschsprachigen Namen auf den typischen Standort im Wald hin.